# PRB1
PRB1‏ (Proline rich protein BstNI subfamily 1) هوَ بروتين يُشَفر بواسطة جين PRB1 في الإنسان.